# Nhân con
Hạch nhân hay nhân con (Nucleolus) là một cấu trúc có dạng hình cầu, có trong nhân tế bào của động vật và thực vật, dễ nhận thấy dưới kính hiển vi quang học. Có thể có một đến vài nhân con trong nhân, số lượng nhân con tỉ lệ thuận với nhu cầu về protein của tế bào. Nhân con sẽ biến mất trong quá trình phân chia tế bào.

Nhân con bên trong nhân tế bào.

## Cấu trúc

### Thành phầncủa hạch nhân:
- DNA nhân con : là DNA từ eo thứ cấp của NST, gọi là vùng NOR (Nucleolar Organizing Regions:    ((vùng tổ chức hạch nhân  trong tiếng Việt)) của NST)
- rRNA: có trong các sợi và hạt ribonucleoprotein, gồm nhiều dạng: 45S, 35S,...
- Protein nhân con: histon, protein ribosom
- Enzym nhân con: RNA polimeraza, enzim xử lí chín rRNA

## Chức năng
Nhân con tổng hợp RNA ribosom rRNA, giúp việc tạo ribosom (đóng gói và tích luỹ ribosom 70S và 80S) có vai trò quan trọng trong những tế bào sinh ra nhiều protein, điều chỉnh sự vận chuyển của mRNA từ nhân ra tế bào chất, điều chỉnh sự phân bào.